# Noyelles-lès-Vermelles
Noyelles-lès-Vermelles – miejscowość i gmina we Francji, w regionie Hauts-de-France, w departamencie Pas-de-Calais.
Według danych na rok 1990 gminę zamieszkiwało 1851 osób, a gęstość zaludnienia wynosiła 732 osób/km² (wśród 1549 gmin regionu Nord-Pas-de-Calais Noyelles-lès-Vermelles plasuje się na 386. miejscu pod względem liczby ludności, natomiast pod względem powierzchni na miejscu 873.).

## Miasta partnerskie
- Łomianki